# Fujiwara no Nagako
Fujiwara no Nagako (geboren um 1079; gestorben nach 1119) war eine japanische Autorin der Heian-Zeit und Bedienstete des Tennō.

## Name und Leben
Sie ist auch bekannt unter den Hilfsnamen Sanuki Tenji (Hofdame aus der Provinz Sanuki) sowie als Sanuki no Suke (nach ihrem Werk). Sie hatte eine dienende Stellung im Hofstaat und in der unmittelbaren Umgebung der japanischen Kaiser Horikawa (Amtszeit 1087–1107) und Toba (Amtszeit 1107–1123) und verfasste in dieser Zeit ein Nikki, also ein literarisches und zugleich faktentreues Journal, das auch für andere Leser bestimmt war. Ihre eigene Person trat darin gattungstypisch sehr in den Hintergrund und wurde in ihrer Persönlichkeit unkenntlich gemacht. Erst 1929 identifizierte Tamai Kosuke in einem umfangreichen Recherchebeweis Sanuki Tenji als Nagako aus der Fujiwara-Familie.
Fujiwara no Nagako war mutmaßlich die mit Abstand jüngste Tochter von Fujiwara no Akitsuna, der Provinzverwalter und eine wichtige Figur bei Hofe war. Sie diente acht Jahre (bis zu dessen Tod) als zweithöchste Dienerin des wohl gleichaltrigen Kaisers Horikawa. Eine ältere Schwester war Amme Horikawas gewesen und wurde aus Trauer über dessen Tod im Jahr 1107 Nonne. Dass Nagako eine inoffizielle Konkubine Horikawas gewesen war, ist nicht auszuschließen. Dem erst fünfjährigen Thronfolger Horikawas diente Nagako eher widerwillig; 1119 wurde sie aus dem Umfeld des Herrschers entfernt, da sie angeblich im Vorjahr einen Wahn entwickelt haben soll, Prophezeiungen ausstieß und den verstorbenen Horikawa sah. Möglich ist allerdings auch eine Bestrafung wegen Indiskretion. Eine Ehe Nagakos ist nicht nachgewiesen, zwei Höflinge ihres Umfelds zählen aber als möglicher Gemahl. Mit dem Fortgang vom Hof verliert sich die Spur zu ihrer Person. Über viele weitere Zusammenhänge ihres Lebenslaufes und Umfeldes ist anhand von Indizien spekuliert worden.
Sie wird – im Zusammenhang mit ihrer Epoche und aus dem Kontext ihres Werks – als eine besonders sittsame und literarisch gebildete Frau in einem vergleichsweise liberalen Jahrhundert charakterisiert.

## Werk
Das Sanuki no Suke Nikki umfasst zwei noch existierende Bände (vermutet wird ein drittes, mittleres Buch, das verloren gegangen ist) und enthält genaue Beobachtungen Nagakos über den Lebenswandel der Zeitgenossen, besonders die Regenten und den Hofstaat. Geschildert werden etwa schintoistische Zeremonien und die Freizeitaktivitäten des Tennōs. Über Horikawas offenbar wenig ereignisreiches Leben und Wirken ist fast ausschließlich das bekannt, was Nagako in ihrem Nikki niedergeschrieben hat; sie zeichnet ein sehr positives Bild ihres Monarchen.
Während der erste Band in knapper und gestraffter Form von Nagakos Dienst an Horikawa erzählt, weist der zweite Band auf mehr Muße beim Schreiben und literarische Freiheit hin. Eine mäßige Begabung als Dichterin zeigt sich in 23 Gedichten im zweiten Band, davon die Mehrzahl von Nagako selbst, aber auch Zitate anderer Poeten. Der zweite Band bricht abrupt mit dem Jahreswechsel zu 1109 ab und endet mit einem Schlusswort durch einen anderen Autor.
Mutmaßlich wurde verschiedentlicher Inhalt von späteren Kopisten aus dem Werk herausgekürzt oder verändert, als der Inhalt nicht länger opportun war, beispielsweise zu sehr buddhistische Passagen. 31 historische Abschriften des Nikki sind nachgewiesen, die sich entsprechend unterscheiden.